# Orion Pictures
Orion Pictures var ett amerikanskt filmbolag som producerade filmer mellan 1978 och 1998.